# Don Davis (artista)

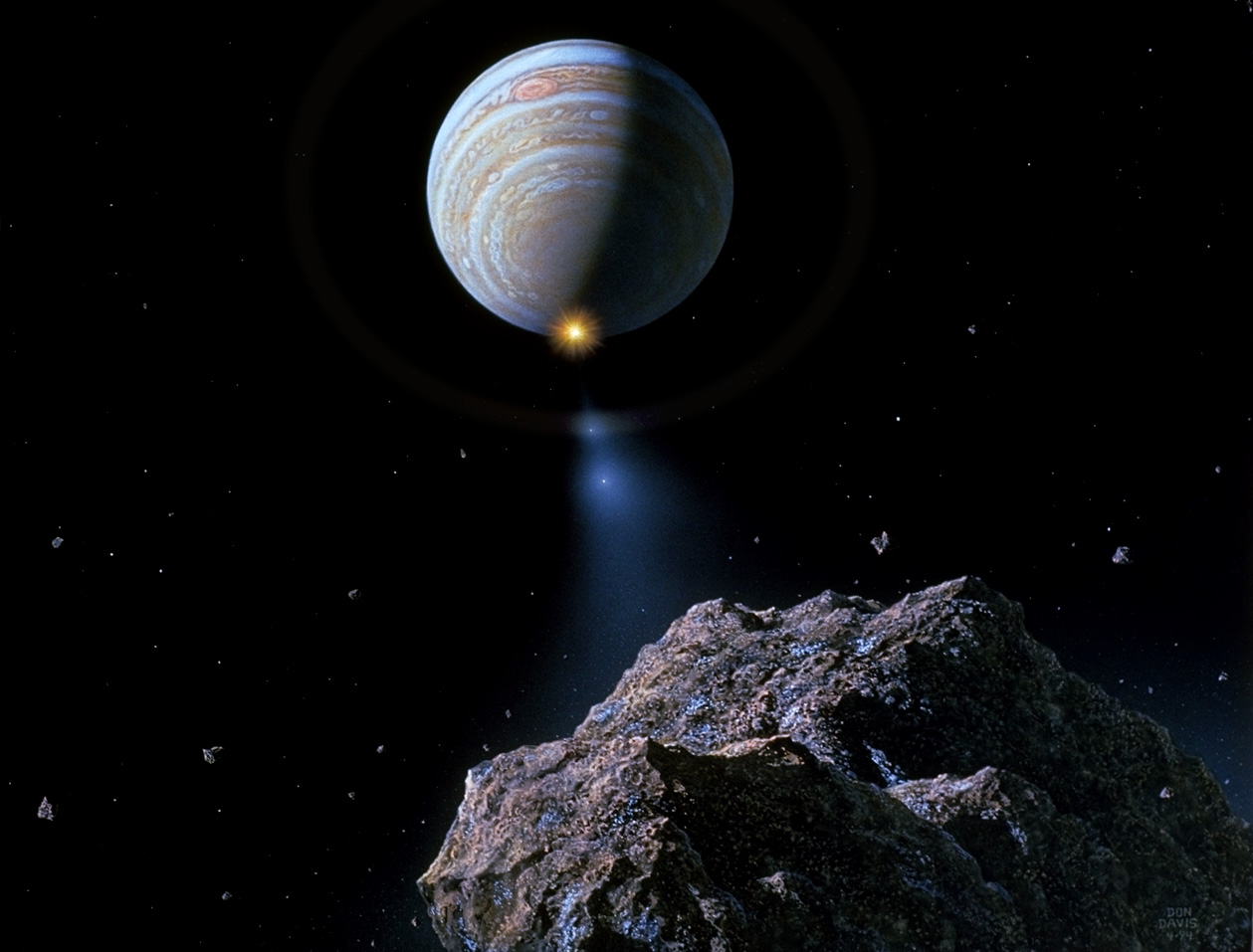
Cometa Shoemaker-Levy 9 apropant-se a Júpiter

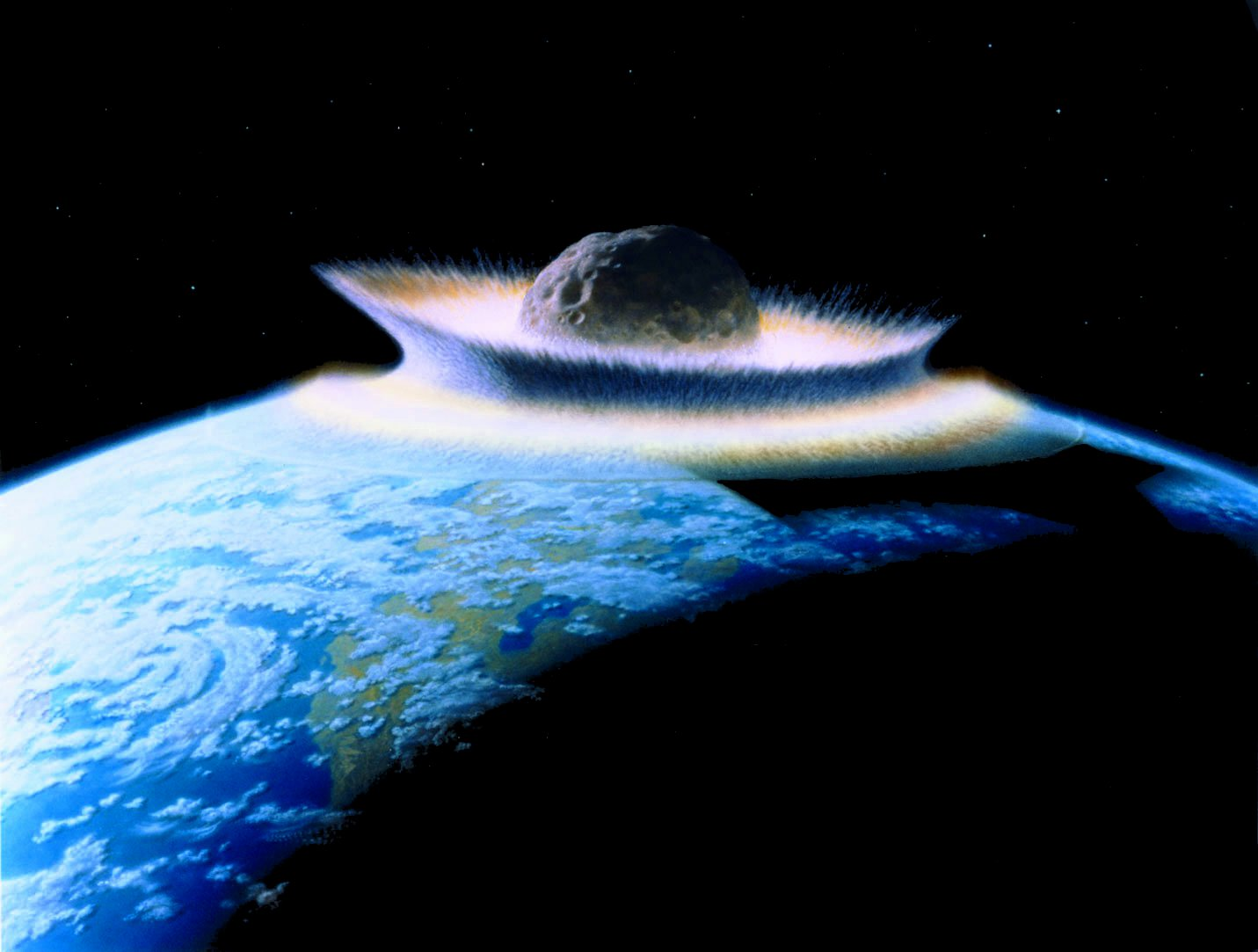
Un planetoide xoca contra la Terra primordial, exemple d'esdeveniment d'impacte

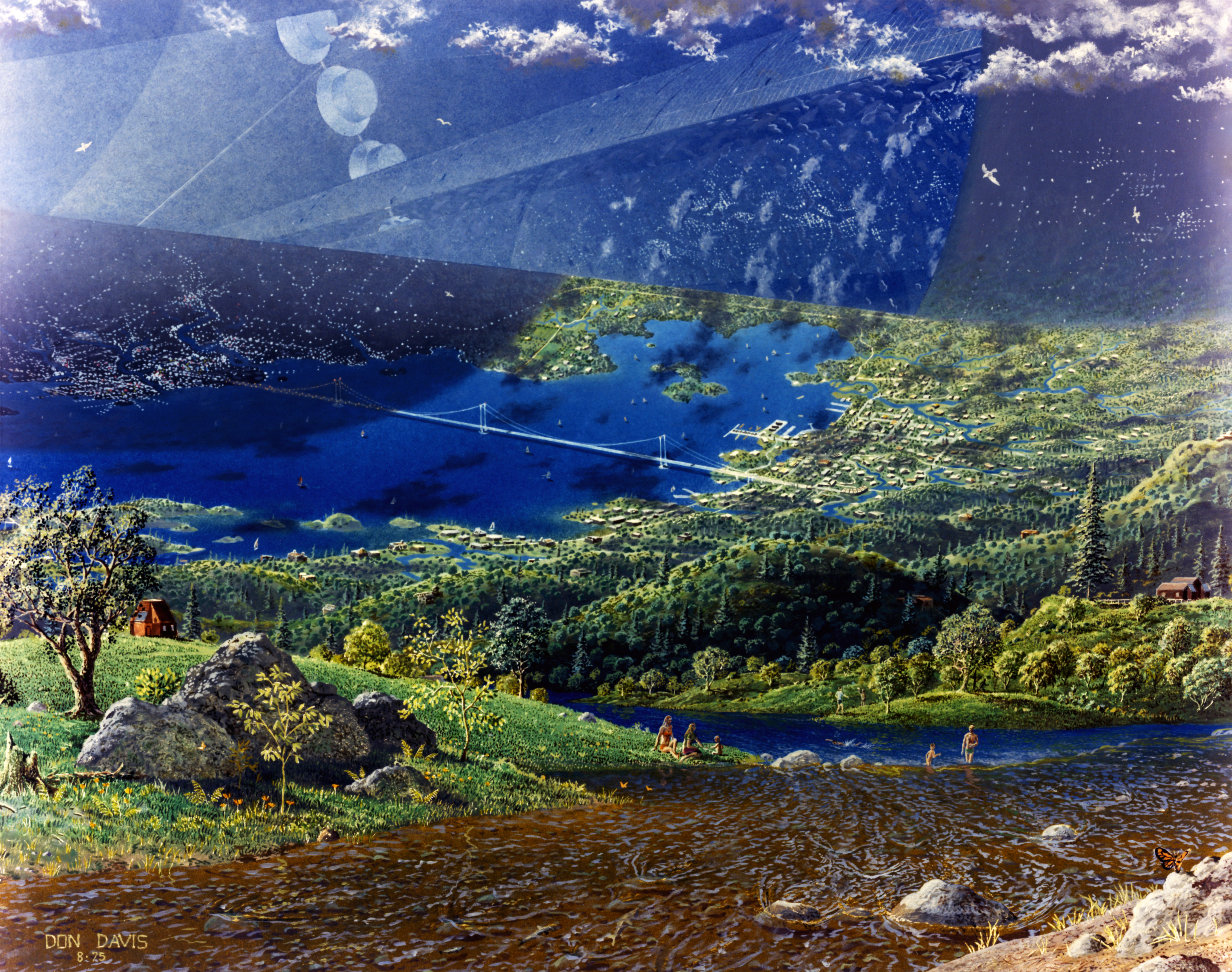
Interior d'un hàbitat espacial Illa 3

Don Davis (Donald E. Davis, nascut el 21 d'octubre de 1952) és un artista espacial conegut per les seves representacions de temes relacionats amb l'espai. La seva obra es caracteritza per l'atenció al detall i les representacions autèntiques basades en el que se sap del tema. Chesley Bonestell, considerat per molts com un dels professionals més exitosos del gènere de l'art espacial, va criticar les primeres pintures de Davis i el va animar a seguir una carrera artística.
Davis va treballar per a la branca d'Estudis Astrogeològics del del Servei Geològic dels Estats Units durant les expedicions de l'Apollo Lunar i des de llavors ha pintat moltes imatges per a la NASA. L'art de la NASA incloïa retrats d'interiors de colònies espacials gegants, basats en el treball de Gerard O'Neill. Va formar part de l'equip d'artistes espacials reunits per proporcionar els efectes visuals de la sèrie de PBS Cosmos de Carl Sagan. Més tard va pintar la portada del llibre guanyador del premi Pulitzer de Sagan The Dragons of Eden. Altres llibres de Carl Sagan que inclouen el treball de Don són Comet and Pale Blue Dot.
Davis ha realitzat nombroses pintures d'esdeveniments d'impacte per a publicacions i per a la NASA. A principis dels anys 80 del segle xx va crear mapes de textura planetària per utilitzar-los en les simulacions gràfiques per ordinador del Jet Propulsion Laboratory de les trobades de la Voyager amb els planetes exteriors. Durant els anys 80 i principis dels 90 del segle xx, Davis va crear models i animacions de pel·lícules com a part dels equips de producció d'efectes visuals per als programes del PBS Planet Earth, Infinite Voyage, Space Age , i Life Beyond Earth amb Timothy Ferris.
Va pintar i filmar en 35 mm una animació de l'entrada de la sonda Galileu a Júpiter per a la NASA Ames. Nombroses seqüències per a programes científics de Discovery Channel com ara Savage Sun i Cosmic Safari es van crear posteriorment utilitzant mètodes d'animació gràfica per ordinador. Les animacions realitzades en formats hemisfèrics immersius per a teatres amb cúpula tipus planetari formen ara l'equilibri del seu treball.
Davis va rebre un Emmy pel seu treball a Cosmos, i el 2002 el premi Klumpke-Roberts de la Societat Astronòmica del Pacífic per les seves contribucions destacades a la comprensió pública i l'apreciació de l'astronomia. L'asteroide 13330 Dondavis porta el seu nom. L'any 2000 va ser elegit membre de l'Associació Internacional d'Artistes Astronòmics.